# Robo de tren de Fairbank
El robo de tren de Fairbank ocurrió la noche del 15 de febrero de 1900, cuando algunos bandidos intentaron detener un vagón de tren de Wells Fargo en la ciudad de Fairbank, Arizona. Aunque fue frustrado por Jeff Milton, quien logró matar a Jack Dunlop en un intercambio de disparos, el robo del tren fue único por ser uno de los pocos que ocurrió en un lugar público y también fue uno de los últimos durante el viejo oeste.

## Antecedentes

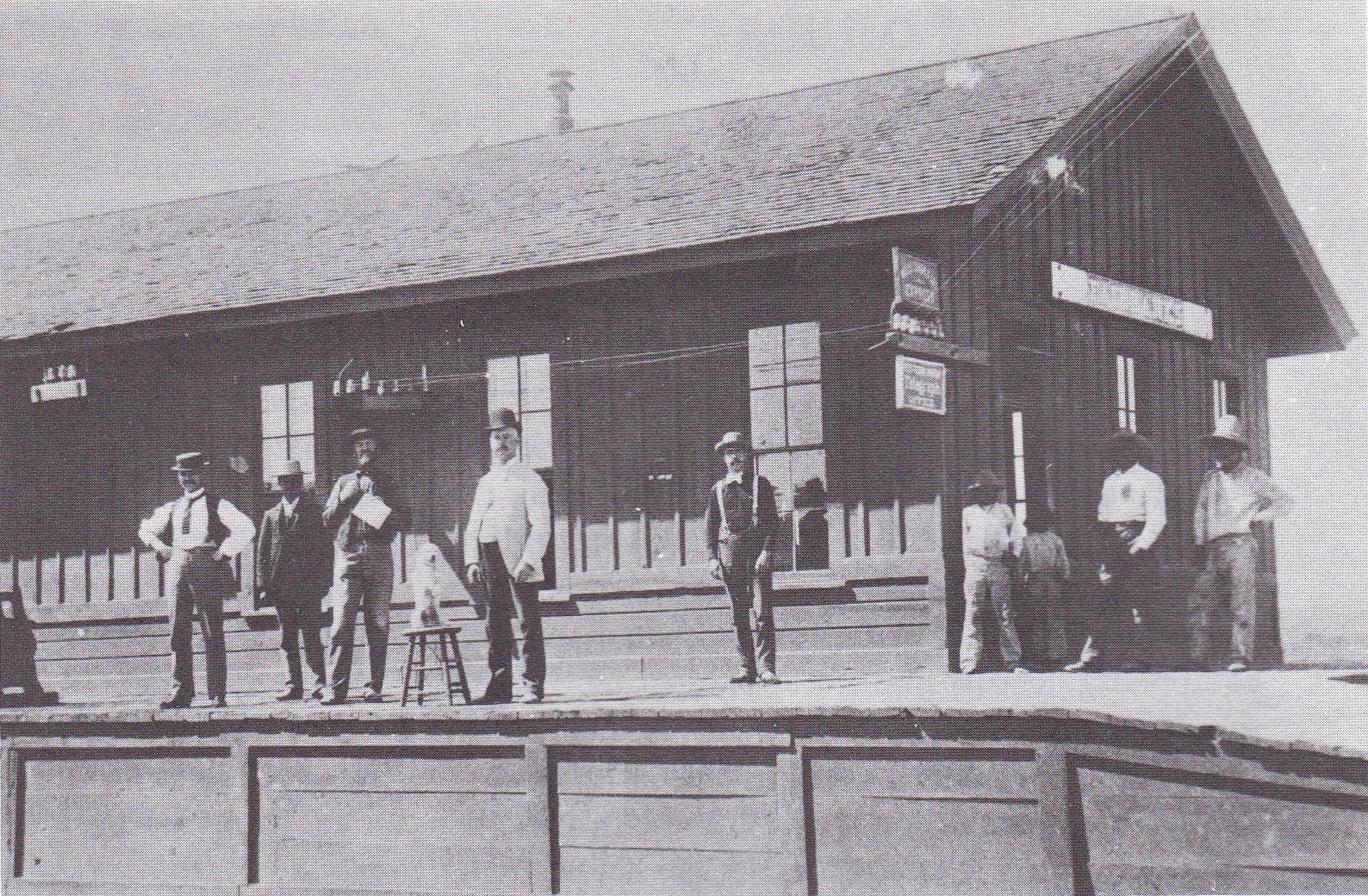
El depósito ferroviario en Fairbank, c. 1900.

En la década de 1890, Burt Alvord y su compañero en el crimen, Billy Stiles, servían como alguaciles adjuntos en Willcox. Sin embargo, la policía les pagaba poco, por lo que comenzaron a robar trenes pertenecientes al ferrocarril Southern Pacific. Durante un tiempo lograron tener éxito y no fueron detectados por sus colegas legisladores.
Según James McClintock, el robo de trenes era popular en Arizona en ese momento, lo que se ejemplificó con la aprobación de un estatuto en 1889 que lo castigaba con la muerte. Sin embargo, la ley nunca se hizo cumplir y varios robos de trenes ocurrieron entre 1889 y 1899. Uno de los más atrevidos, según McClintock, fue el robo de trenes Cochise. El 9 de septiembre de 1899, la pandilla de Alvord robó un tren cuando fue detenido en la ciudad de Cochise. Allí forzaron al personal a punta de pistola y luego volaron la caja fuerte con dinamita. Después de tomar varios miles de dólares en monedas y billetes de oro, la pandilla cabalgó hacia las sierra de Chiricahua, perseguida sin éxito por un grupo bajo el Sheriff Scott White y George Scarborough.
Al igual que en Fairbank, el robo de Cochise también ocurrió en un lugar en público, aunque era casi medianoche y no hubo tiroteos. Según el Atlas Histórico del Outlaw West, por Richard M. Patterson: «La mayoría de los robos de trenes ocurrían en un tramo solitario de la vía, generalmente lo suficientemente lejos de la ciudad más cercana como para darles a los ladrones suficiente tiempo para atacar el auto expreso y desaparecer sobre la cresta más cercana». Alvord y Stiles deben haber pensado que era más fácil robar un tren en la ciudad que en el medio de la nada, por lo que idearon un plan para sostener un automóvil expreso de Wells Fargo cuando se detuviera frente a la estación de trenes en Fairbank. Alvord esperaba que el automóvil expreso llevara la nómina del ejército de los Estados Unidos para los soldados en Fuerte Huachuca. Además, la multitud de personas que seguramente se reunirían en la estación proporcionaría a los bandidos escudos humanos.
El tren viajaba de Nogales a Benson, pero tuvo que detenerse en el pequeño pueblo de Fairbank, ubicado a unas pocas millas al oeste de Tombstone, para descargar algo de carga. Alvord y Stiles sabían que Jeff Milton estaba trabajando para el Southern Pacific como mensajero exprés, por lo que hicieron arreglos para que cinco hombres robaran el tren en una noche en la que no se suponía que estuviera trabajando. Mientras tanto, Alvord y Stiles mantendrían su apariencia de diputados honorables.

## Robo
La noche elegida para el robo fue el 15 de febrero de 1900, y los cinco bandidos fueron Bob Brown (o Burns), Tom Yoas, los hermanos George y Louis Owens y Jack Dunlop. Cuando llegaron a la ciudad, los bandidos desmontaron y se mezclaron con la multitud, fingiendo ser vaqueros borrachos.
En este punto hay algunas cuestiones en conflicto, aunque solo hay ligeras variaciones. Según la Enciclopedia de los pistoleros occidentales de Bill O'Neal, cuando el tren se acercaba a Fairbank, Jeff Milton estaba parado en la puerta abierta del auto exprés cuando los bandidos abrieron fuego contra él desde la estación y lo hirieron. Sin embargo, según Robert M. Patterson, el tren se detuvo por completo antes de que los bandidos se acercaran y uno de ellos gritó «¡Manos arriba!» a Milton antes de que comenzara el tiroteo.
Según la versión de Patterson, al principio Milton pensó que la llamada a la rendición era una broma, pero, cuando los bandidos llamaron por segunda vez y se quitaron el sombrero, rápidamente volvió a evaluar la situación. Milton estaba sustituyendo a un amigo en el momento del robo y de lo contrario no habría estado en el tren. Había dejado su revólver en su escritorio dentro del auto, pero su escopeta recortada estaba al lado de la puerta y al alcance. Sin embargo, Milton dudó porque usar su escopeta pondría en riesgo a los espectadores inocentes. Entonces, cuando los bandidos decidieron abrir fuego nuevamente, uno de sus primeros disparos golpeó a Milton en el hombro izquierdo. Milton luego cayó al suelo gravemente herido, pero logró agarrar su escopeta justo a tiempo para usarla en Dunlop, que intentaba ingresar al auto. Once perdigones golpearon a Dunlop en algún lugar de su cuerpo y un perdigón final golpeó a Yoas en la parte superior de la pierna, o en la parte de detrás.
Después del intercambio inicial, Brown y los hermanos Owens comenzaron a disparar voleas al auto exprés mientras Yoas se escapó para montar su caballo. En respuesta al incendio, Milton se arrastró hasta la puerta de metal del auto y la cerró de golpe cuando entró otra descarga. Luego aplicó un torniquete improvisado, escondió la llave de la caja fuerte detrás de un equipaje y cayó inconsciente.
Debido a sus actos finales, cuando los bandidos abordaron el tren pensaron que Milton estaba muerto y no pudieron encontrar la llave. Sin la llave o la dinamita, no había forma de abrir la caja fuerte, por lo que el herido Dunlop fue cargado en su caballo y los bandidos salieron de la ciudad. Según James H. McClintock, los bandidos escaparon con solo diecisiete pesos mexicanos.

## Consecuencias
Los bandidos se dirigieron a la sierra de la Peñascosa, pero, a seis millas de Tombstone, Dunlop tuvo que quedarse atrás con una botella de whisky para aliviar su dolor. Possemen bajo el mando del sheriff Scott White encontró a Dunlop a la mañana siguiente y unos días después capturaron a Brown y a los hermanos Owens mientras atravesaban un paso en los Dragones. Dunlop luego murió en un hospital de Tombstone, pero no antes de revelar que Alvord y un ganadero local llamado William Downing habían estado involucrados en la organización del robo de Cochise. Fue uno de los últimos criminales enterrados en el cementerio de Boothill.
Inicialmente, la policía pensó que la afirmación de Dunlop de que Alvord estaba involucrado de alguna manera en el robo era sido falsa, ya que era uno de los «bandidos más ruidosos y activos». Más tarde, sin embargo, Billy Stiles se rindió y realizó una confesión completa. Stiles dijo que fueron él y un hombre llamado Matt Burts quienes sostuvieron el tren en Cochise, pero fueron Alvord y William Downing quienes planearon el robo y proporcionaron la dinamita para la caja fuerte. Stiles dijo que recibió solo $ 480 por su participación en el robo y se creía que había confesado por su insatisfacción con su parte. Según McClintock, la policía trató a Stiles como poco más que un testigo, por lo que no fue encarcelado y se le permitió cierta libertad. Esto más tarde demostraría ser un error.
Cuando Alvord fue arrestado y encerrado en la cárcel de Tombstone junto Downing, Burns y Yoas, quien fue capturado en Cananea. Sin embargo, no estuvo en la cárcel por mucho tiempo porque el 7 de abril de 1900, Stiles irrumpió, le disparó al ayudante de mariscal George Bravin en el pie y liberó a Alvord y Yoas. Downing se negó a abandonar su celda y Burts estaba afuera con un alguacil adjunto en ese momento, por lo que los otros tres hombres tomaron todas las armas que pudieron encontrar y luego huyeron al desierto en caballos robados, dejando a Downing y Burts bajo custodia.
Los bandidos se encuentran a continuación en la casa de la esposa de Alvord, un rancho de vacas cerca de Wilcox, donde anunciaron que tenían la intención de robar algunos trenes más. Mientras tanto, la policía local y los funcionarios territoriales estaban ocupados autorizando varias cantidades de dinero de recompensa por la captura de los bandidos. También hubo apoyo del sector privado; William Cornell Greene, dueño de la gran mina de cobre en Cananea, ofreció $ 10 000 por la captura de Alvord o Stiles.
Sin embargo, el dinero de la recompensa no hizo ninguna diferencia. Stiles siguió huyendo hasta que se rindió en 1902. Sirvió brevemente en los Arizona Rangers al mando del capitán Burton Mossman antes de ir a México y reunirse con Alvord, que todavía estaba en libertad. Finalmente, los Arizona Rangers entraron a México y lograron herir tanto a Alvord como a Stiles durante un tiroteo cerca de la aldea de Naco en febrero de 1904. Alvord fue capturado como resultado, pero Stiles se escapó. Finalmente fue asesinado en Nevada mientras se desempeñaba como abogado bajo el nombre de William Larkin.
Debido a que era popular entre las autoridades, Alvord fue acusado de «interferir con los correos de Estados Unidos», en lugar de robo de trenes, lo que habría significado la muerte. Alvord fue puesto en la prisión territorial de Yuma y permaneció allí hasta 1906. Cuando fue liberado, Alvord fue a América Central y fue visto por última vez en 1910 mientras trabajaba en el Canal de Panamá. Bill Downing recibió un trato similar. Debido a que era un destacado ganadero, así como un exmiembro de la Banda de Bass, Downing tampoco fue acusado de robo de trenes, pero por otro cargo estuvo siete años en Yuma. No mucho después de su liberación, el Ranger de Arizona Billy Speed le disparó y lo mató.
Jeff Milton recibió muchos elogios por frustrar el robo. Aunque su brazo estaba lisiado, Milton continuó sirviendo como abogado. Murió en Tombstone en 1947.
En 1961, la estación de tren de Fairbank fue restaurada y trasladada cerca de Tombstone. Ahora sirve como biblioteca de la ciudad y está abierta al público en general.